# Marcelle Ninio

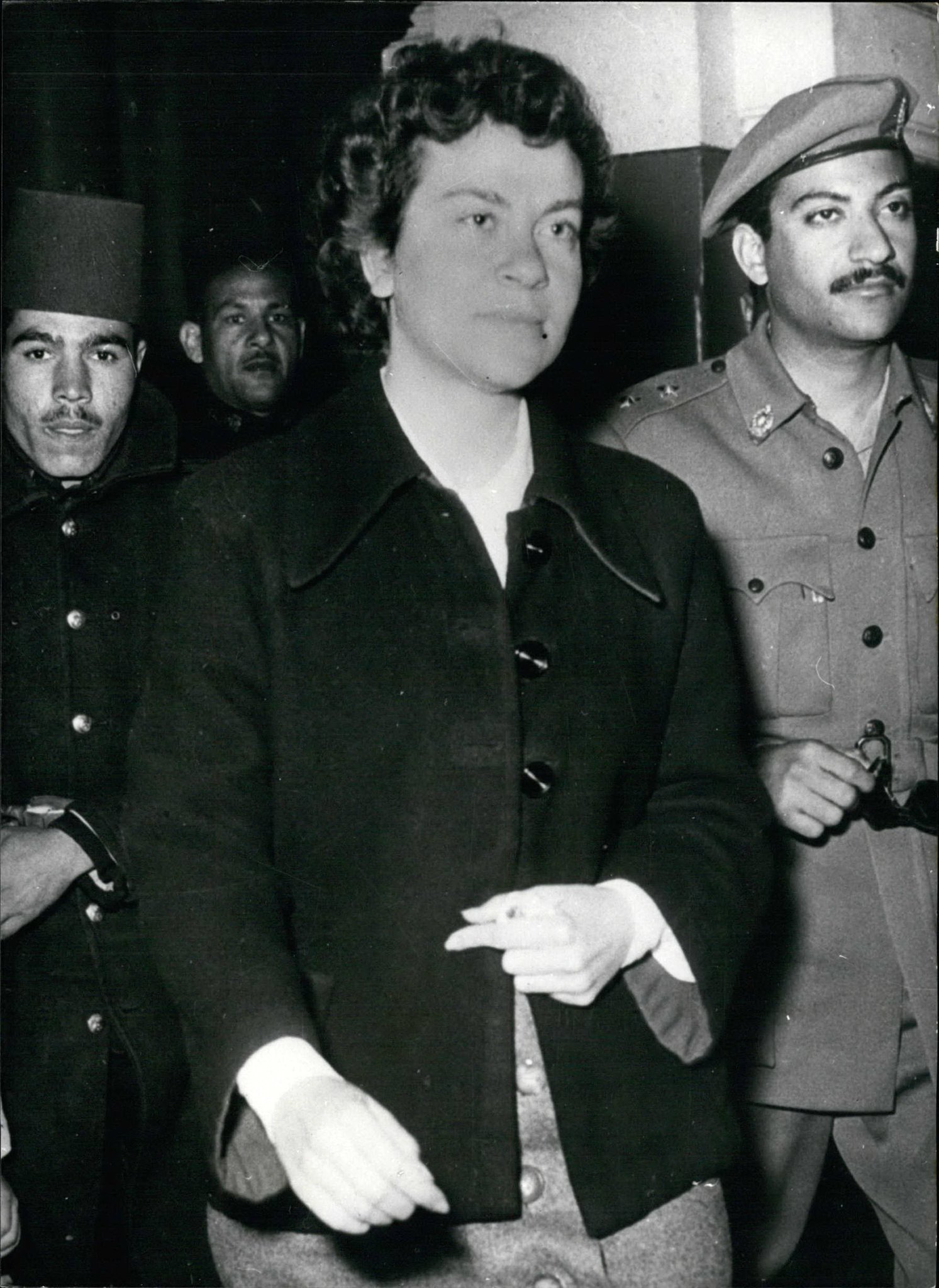
Marcelle Ninio (1954)

Victorine Marcelle Ninio (hebräisch מרסל ניניון; * 5. November 1929 in Kairo, Ägypten; † 23. Dezember 2019 in Hod haScharon, Israel) war eine ägyptische Sekretärin und israelische Spionin, die in die sogenannte Lawon-Affäre verwickelt war. Sie verbrachte 14 Jahre Gefängnis in Ägypten, bevor sie freigelassen wurde und nach Israel gehen konnte.

## Leben
Ninio wurde 1929 in Kairo geboren. Ihr Vater Ya'acov war Bulgare und ihre Mutter Fanny war Türkin. Ihr Vater starb, als sie noch klein war, und sie besuchte sowohl eine katholische als auch eine jüdische Schule. Ninio trat einem jüdischen Verein bei, interessierte sich aber mehr für Basketball als für den Zionismus und war als Sportlerin sogar eine Kandidatin für die ägyptische Olympiamannschaft.
Ninio wurde 1951 als Verbindungsperson für eine israelische Spionagezelle rekrutiert. Sie war die einzige Frau, und ihre Kollegen bemerkten, wie furchtlos sie war, obwohl nicht klar war, inwieweit sie sich der mit ihrer Tätigkeit verbundenen Gefahren voll bewusst war. Die Zelle wurde 1954 aktiv und versuchte, Bomben an zivilen Zielen in ägyptischem, amerikanischem und britischem Besitz zu platzieren und hochgehen zu lassen. Darunter waren Kinos, Bibliotheken und amerikanische Bildungszentren. Der Plan war, dadurch die Beziehungen zwischen Ägypten und den westlichen Ländern zu verschlechtern.
Die Mitglieder der Zelle, in der sie sich befand, wurden verhaftet, nachdem bei einem der Zellenmitglieder ein Gerät vorzeitig ausgelöst wurde, während er im Kino war. Dies brachte Israel in Verlegenheit und der Rücktritt von Verteidigungsminister Pinchas Lawon machte die "Lawon-Affäre" bekannt. Lawon und der Premierminister bestritten jede Kenntnis von ihren Aktivitäten, aber Lawon wurde von einem der Beschuldigten namentlich genannt. Unter Folter verriet Ninio die Autonummer des Mitspions Meir Max Bineth, wodurch dieser gefasst wurde und später in Haft Suizid beging.

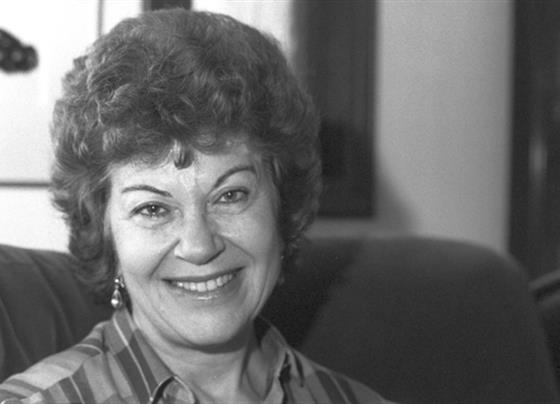
Ninio 1985

Der Prozess begann am 11. Dezember und dauerte bis zum 27. Januar 1955; zwei der Angeklagten (Mosche Marzouk und Shmuel Azar) wurden zum Tode durch den Strang verurteilt, zwei wurden freigesprochen und die übrigen, darunter Ninio, erhielten lange Haftstrafen. Nino erhielt eine 15-jährige Haftstrafe. Der Prozess wurde in Israel als Schauprozess kritisiert, wobei der israelischen Öffentlichkeit vorgegaukelt wurde, dass die Angeklagten unschuldig seien. Die Geständnisse sollen durch Folter erpresst worden sein.
Nach Verbüßung einer siebenjährigen Haftstrafe wurden zwei der inhaftierten Agenten (Meir Meyuhas und Meir Za'afran) 1962 entlassen. Ninio und die anderen wurden im Februar 1968 in einem geheimen Nachtrag zu einem Kriegsgefangenenaustausch freigelassen.
1971 nahm Premierministerin Golda Meir öffentlich eine Einladung zur Hochzeit von Ninio mit Ely Boger an und sprach mit ihr über ihre Zeit im Gefängnis. Ninio besuchte die Universität von Tel Aviv und lernte neben Französisch und Englisch, das sie in der Schule gelernt hatte, auch Hebräisch. Generalleutnant Mosche Jaalon würdigte ihre Arbeit 2005, als ihr, Robert Dassa und Meir Zafran ein militärischer Rang der Israelischen Verteidigungsstreitkräfte verliehen wurde.
Ninio starb 2019 im Alter von 89 Jahren.